# Schamanismus in Korea

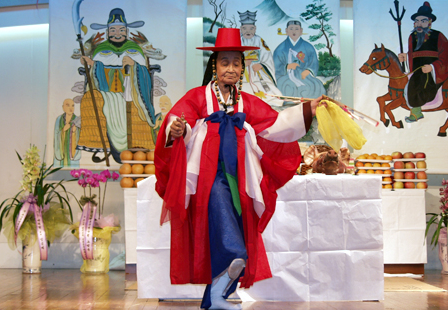
Mudang Oh Suh-bok („Wichtiges immaterielles Kulturgut No. 98“: Meisterin des Gyeonggido dodang gut) zelebriert ein dodang gut

Schamanismus in Korea beziehungsweise der koreanische Schamanismus oder Muismus („Mu [Schamanen]-Religion“; koreanisch Mugyo, Hangeul 무교, Hanja 巫敎) oder Shinismus („Religion der Götter“; koreanisch Shingyo, Hangeul 신교, Hanja 神敎); auch Sindo („Weg der Götter“; Hangeul 신도, Hanja 神道) ist das ursprüngliche Glaubenssystem Koreas und die ethnische Religion der Koreaner. Der koreanische Ausdruck sindo (Hangeul 신도) hat dabei wie das japanische Shintō (Kanji 神道) als Selbstbezeichnung für die dortige originäre Religion die Wurzel im chinesischen Wort Shéndào (chinesisch 神道). Der koreanische Schamanismus ist Teil der komplexeren koreanischen Volksreligion.
In Korea existieren verschiedene, regional unterschiedliche Varianten des Schamanismus. Berufung, Ausbildung, Weltbild und Aufgabenbereiche entsprechen weitgehend den Schilderungen des „klassischen Schamanismus“ aus dem nordasiatischen Raum, wie ihn viele Wissenschaftler beschrieben haben. Man kann zwischen drei verschiedenen Typen von Schamanen unterscheiden. Auf dem Festland werden die Schamanen, die in Korea mit großer Mehrheit Frauen sind, in Schamaninnen mit Geistkontakt (mudang, mansin) und Erbschamaninnen unterteilt, die ihre territoriale Gemeinde von ihren Eltern vererbt bekommt (seseupmu). Auf der Insel Jejudo existiert eine Mischform beider Traditionen (der Schamane erbt seinen Beruf und hat aber trotzdem Geistkontakt), die in der Regel von männlichen Schamanen praktiziert wird.
Einige besondere Eigenarten, die koreanische Schamanen von anderen Schamanen unterscheiden, ist das Fehlen tierischer Hilfsgeister. Geister haben in Korea meist menschliche Gestalt. Dementsprechend sind die Schamanentrachten oft Kostüme oder Uniformen bestimmter Personen oder historischer Epochen. Gangsinmu machen zudem keine Jenseitsreisen in Trance, sondern werden von ihren Geistern inkorporiert. Im Unterschied zu nordasiatischen Schamanen erleben die gangsinmu während ihrer Berufung auch keine Todes- und Wiedergeburtsvision.
Schamaninnen, die ihren Beruf durch Vererbung erhalten haben (seseupmu), entsprechen der klassischen Definition von Schamanismus in wesentlichen Punkten nicht. Insbesondere das Fehlen einer ekstatischen Bewusstseinsveränderung zur Kontaktaufnahme mit einer spirituellen Welt begründet Zweifel, ob seseupmu als Schamaninnen bezeichnet werden können. In der koreanischen Literatur wird diese Problematik umgangen, indem der Begriff Schamanismus durch die Wortschöpfungen musok (Mu-Brauch) oder mugyo (Mu-Religion) ersetzt wird. Die Untersuchungen der Mu-Religion umfasst beide Varianten des koreanischen Schamanismus. Erklärungsversuche für die regionalen Unterschiede konzentrieren sich auf drei unterschiedliche Thesen:
1. Musok ist ein spezifisch koreanische Glaubenssystem und hat sich nicht aus dem sibirischen Schamanismus entwickelt.
2. Musok ist aus zwei unterschiedlichen kulturellen Systemen entstanden.
3. Musok ist aus dem sibirischen Schamanismus entstanden und hat im Laufe der Geschichte regionale Charakteristika entwickelt.

## Geschichte des koreanischen Schamanismus
Die Geschichte Koreas beginnt offiziell mit der legendären Gründung des ersten Nationalstaates Gojoseon im Jahr 2333 v. Chr. durch den Patriarchen Dangun Wanggeom. Das Wort Dangun könnte mit dem mongolischen Wort tengri (Himmel/Himmlischer Gott) verwandt sein. In dieser Bezeichnung spiegelt sich aber in jedem Fall die Position der frühen Könige wider, die politische Macht und Priestertum in einer Person verbanden.
Der Dangun galt als Sohn des Himmelgottes Hwanin der ihn auf die Erde schickte, um über das erste koreanische Reich zu regieren. Die Mythen vom „Himmelssohn“ festigten die Herrschaftsposition in Gojoseon und legitimierten eine religiös-politische Regierung. In seiner Funktion als Vermittler zwischen den Menschen und dem „Himmlischen“ war der Dangun gleichzeitig politischer Herrscher und Schamane. Ähnliche Herrschaftsformen lassen sich in den späteren Königreichen wie Buyeo, Goguryeo oder Silla  nachweisen. In diesen Staaten wurden staatliche Zeremonien und Feiern zu Ehren des Himmels zelebriert. Im 4. Jahrhundert n. Chr. verstärkte sich aufgrund der neuen konfuzianischen Ideologie die politische Macht der Könige in den „Drei Königreichen“. Die Schamanen wurden von den Königen als Staatsschamanen, die als Wahrsager, Priester und Heiler dienten, an die Herrscher gebunden.
In der Goryeo-Dynastie, die nach dem Untergang des Shilla-Reichs entstand, wurde der Staatsschamanismus durch den Buddhismus als neue dominante Religion aus den politischen Positionen der Macht verdrängt. Obwohl der Buddhismus anfangs als neue Staatsideologie von dem Staatsgründer Wang Kŏn besonders gefördert wurde, blieb der Schamanismus doch weiterhin ein wichtiger Bestandteil des religiösen Lebens der Herrscher.
Der Konfuzianismus eroberte sich in der zweiten Hälfte der Goryeo-Dynastie durch Verwaltungsreformen, den Ausbau der Zentralregierung und durch konfuzianische Gelehrte, die am königlichen Hof unterrichteten, den Rang einer Staatsideologie. Die konfuzianischen Gelehrten kritisierten zunehmend den wachsenden Einfluss der Schamanen auf die Frauen des Palastes. Diese Kritik bewirkte eine wachsende Opposition gegen den Schamanismus, die während der Joseon-Dynastie (Yi-Dynastie) zur Ausgrenzung der Schamanen führte.
Der Schamanismus wurde während der Joseon-Dynastie unterdrückt und bisweilen sogar verfolgt. Schamanen gehörten in dieser Zeit zur niedrigsten Klasse der Gesellschaft und wurden mit Sklaven, Schlächtern, Schauspielern und Prostituierten auf eine Stufe gestellt. Während der Schamanismus in den früheren Dynastien immer eng mit der herrschenden Klasse verbunden war und religiöse, aber auch politische Funktionen erfüllte, verlor er in der Joseon-Dynastie an Bedeutung. Der soziale Abstieg wurde von einer räumlichen Ausgrenzung begleitet. Schamanen wurden aus der Hauptstadt ausgewiesen und mussten auf dem Land leben. Zusätzliche Steuern sollten Schamanen dazu bringen, ihren Beruf aufzugeben. Koreanischen Männern, die im Staatsdienst standen oder aus adligen Familien stammten, wurde vorgeschrieben, schamanistische Feste und Veranstaltungen zu meiden. Die Konfuzianisten vertrieben aber nicht nur den Schamanismus aus dem Machtzentrum des Staates, sondern auch den Buddhismus und den Taoismus.
Der koreanische Schamanismus hat durch den Ausschluss aus der Gesellschaft und dem niedrigeren Status an Ansehen in der Bevölkerung verloren. Die Verachtung der Konfuzianisten für die in ihren Augen irrationale Glaubenspraxis der Schamaninnen hat sich über 500 Jahre in das Bewusstsein der koreanischen Bevölkerung eingegraben.
Die christlichen Missionare, die Anfang des 19. Jahrhunderts in Korea mit ihrer kirchlichen Arbeit begannen, fügten dieser Geringschätzung durch ihre Beurteilungen des Schamanismus als „Teufelswerk“ und „primitiven Aberglauben“, und der Schamaninnen als „Teufel“, noch weiteren Schaden zu.
Nach dem Sturz der Joseon-Dynastie durch das japanische Kaiserreich verschlechterte sich die Situation der koreanischen Schamaninnen weiter. Mit dem Ziel, die koreanische Kultur zu vernichten und zu japanisieren, verfolgten die Japaner alle religiösen Gruppierungen, die durch koreanisches Kulturgut ein Gefühl des Nationalbewusstseins oder der Solidarität hätten fördern können.
Die Befreiung Koreas von der japanischen Herrschaft veränderte die koreanische Gesellschaft und leitete eine Demokratisierung und Modernisierung nach westlichem Muster ein. Im Norden von Korea wurde der Schamanismus verboten. Im Süden von Korea galt der Schamanismus als Relikt der Vergangenheit und wurde im Kontext der neuen Wertmaßstäbe als beschämender Aberglaube unterdrückt.
In den 70er Jahren sorgte die staatliche „Neues-Dorf-Kampagne“ für weitere Verfolgungen und die Zerstörung schamanistischer Altäre und Schreine. Die von weiten Teilen der Bevölkerung getragene, christliche Minjung-Bewegung, die sich als Vertreter der Opfer einer rapiden Industrialisierung verstanden und damit als Opposition der koreanischen Regierung, belebten das Interesse am koreanischen Schamanismus erneut. Durch dieses politisch motivierte Interesse gab es erste Forderungen, den koreanischen Schamanismus zu erhalten und zu schützen. Die Regierung reagierte auf diese Forderungen mit der Einführung von „kulturellen Etiketten“, die Schamaninnen oder einzelne Rituale aus dem Kontext des Schamanismus herauslösten und zu kulturellen Denkmälern stilisierten.

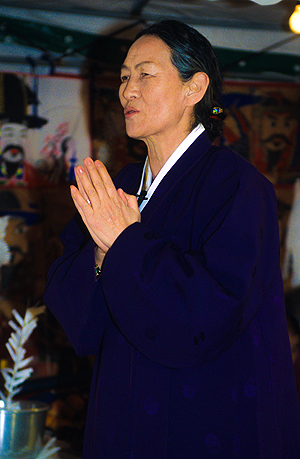
Schamanin Kim Kum-hwa

Mit diesen Entwicklungen bahnte sich eine vorsichtige Wende in der Einstellung der Regierung an. Schamanistische Rituale wurden auf öffentlichen Bühnen akzeptiert, insofern es sich offensichtlich um eine folkloristische Darbietung handelte. Schamanismus als Folklore wurde als positiver Teil des Kulturerbes verstanden und als ein Teil neu gefundener Identität zelebriert. Sakrale Elemente der Rituale wurden bei dieser Art des Schamanisierens bewusst ignoriert. Schamanen, die sich durch besondere Darbietungen auszeichneten, erlangten durch die Medien eine große Berühmtheit. Die bekannteste Schamanin, die mittlerweile auch als Vertreterin der koreanischen Kultur weltweit auftritt, ist die Schamanin Kim Kum-hwa, die am 1. Februar 1985 zum „Lebenden Nationalschatz“ erklärt wurde („Wichtiges immaterielles Kulturgut Nummer 82“).
Die Studentenbewegung der 1980er Jahre adaptierte schamanistische Rituale bei politischen Demonstrationen mit dem Ziel, die neu entdeckte kulturelle Identität zu politisieren. Die schlechten sozialen und ökonomischen Verhältnisse wurden als die Folge eines Werteverfalls verstanden, der sich in der Regierung durch anhaltende Skandale und Korruptionsenthüllungen bestätigte. Die Integration schamanistischer Elemente in die oppositionelle Demonstrationsbewegung war eine politische Standortbestimmung mit dem Ziel, eine letztendlich undefinierte „koreanische Identität“ zu beleben, mit der man sich von der Regierung distanzierte. Mit dem Ende der Demonstrationen verschwanden diese Rituale.
Die Olympischen Spiele in Seoul 1988 stellten eine Zäsur für den koreanischen Schamanismus dar. Schamaninnen wurden eingeladen, auf öffentlichen Bühnen, im Theater und sogar im Fernsehen, gut (Ritual) vorzuführen. Der Schamanismus wurde der Welt als ein wesentlicher Bestandteil, teilweise sogar als Kern der koreanischen Kultur präsentiert. Der durch die erfolgreiche Olympiade frisch entfachte Patriotismus idealisierte den Schamanismus zum Kern neuer nationalistischer Ideen.

## Schamanenritual
Die Aufgabe der Schamanin, eine Verbindung zwischen den Menschen, Göttern und Geistern zum Wohl der Gemeinschaft herzustellen, offenbart sich in einem Schamanenritual (gut, 굿) am deutlichsten. Während des Rituals sind die Gesetze von Raum, Zeit und gesellschaftlicher Hierarchie aufgelöst. Historische Gestalten, männliche und weibliche Götter, Ahnen und Geister unterschiedlichsten Charakters sowie verstorbene Kinder sollen sich in der mudang inkorporieren. Durch Kleidung, Götterbilder, Mimik, Sprache und Gestik identifizieren die anwesenden Personen die Gegenwart eines bestimmten Gottes, den sie mit Speisen, Tanz, Musik und Gaben unterhalten und günstig stimmen wollen.
Die Besucher eines gut vergessen während der Zeremonie die konfuzianisch geprägten Anstandsregeln, die normalerweise das öffentliche Leben dominieren, zugunsten dionysischer Ideale: sie trinken, tanzen und singen lautstark und ohne Hemmungen. Der empfundene Kontakt mit den Geistern ist oft von emotionalen Ausbrüchen begleitet. Bei Unzufriedenheit mit einer Situation oder einem Zustand wird mit den Geistern gestritten und diskutiert, Wünsche werden in wortreichen Diskussionen ausgehandelt und Verstorbene tränenreich und klagend verabschiedet. Ein gut ist ein dramatisches und lebhaftes Ereignis, das von dem gemeinsamen Wunsch nach Veränderung getragen wird.

### Bedeutung des Wortesgut
Der erste koreanische Gelehrte, Yi Nŭnghwa, der sich im Jahr 1927 mit der Beschreibung des koreanischen Schamanismus beschäftigte, vertrat die Ansicht, dass der Begriff gut, für den er im Chinesischen kein Äquivalent finden konnte, auf dem koreanischen Wort gutta basiert. Der Ausdruck „gutta“ bedeutet so viel wie „abscheulich“, „häßlich“, „gemein“ und „zotig“. Das Synonym für gut, die Bezeichnung p´uri, deren Bedeutung mit Begriffen wie „losbinden“, „einen Knoten öffnen“ oder „ein Rätsel lösen“ übersetzt werden kann, wurde von Yi Nŭnghwa als Bestätigung seiner These verwendet, dass mit gut ein „negatives Ritual“ charakterisiert wird, dessen Ziel die Vertreibung von schlechten Einflüssen und Unglück ist. Diese Begriffsbestimmung ist aber mit einigen Gegenbeispielen zu widerlegen.
Gut mit Zielsetzungen, die nicht an einen Exorzismus erinnern, sind z. B. das cheonsingut (Zeremonie, bei der den Göttern die Früchte der neuen Jahreszeit angeboten werden), jaesugut (Zeremonie für Reichtum und Glück) oder das honin yeotamgut (Zeremonie zur Berichterstattung einer Eheschließung).
Betrachtet man sich die Zielsetzung eines gut, steht außer Frage, dass diese Rituale durchweg nach einer harmonischen Balance zwischen Menschen und Göttern streben.

### Verschiedene Arten vongut
Eine Gliederung der verschiedenen gut in Korea gestaltet sich durch die Vielzahl der Varianten und die unzähligen, regionalen Unterschiede der Zeremonien sehr schwer. So wird beispielsweise eine Variante des gut für Tote in der Region von Seoul als jinogigut, in den Provinzen Cheolla-do und Chungcheong-do als ssitkkimgut, an der Ostküste als ogu-kut und auf der Insel Jeju-do, die wiederum in verschiedene Regionen unterteilt ist, als tarigut, neok keonjigigut oder sumanggut bezeichnet.

### Ziele vongut
Man kann für die verschiedenen gut in Südkorea grob sieben Ziele formulieren:
1. Frieden und Wohlstand des Staates
2. Glück und Wohlstand der Familie
3. Stärkung des Zusammengehörigkeitsgefühls und der Solidarität in Dorfgemeinschaften
4. Heilung von Krankheiten
5. Förderung einer erfolgreichen Ernte bzw. des Fischfangs
6. Geleit der Totenseelen ins Jenseits und Verehrung der Verstorbenen
7. Initiation des Schamanen

Als Mittler zwischen den Welten hat die koreanische Schamanin die Aufgabe, diese Ziele, die den Idealzustand in der mittleren Welt des Kosmos anstreben, zu erreichen. Die Distanz zwischen dem Idealzustand und der realen Situation beruht auf einer Disharmonie zwischen den verschiedenen Welten bzw. zwischen Göttern, Geistern, Ahnen und Menschen. Nur die Schamanin mit ihren speziellen Kenntnisse ist in der Lage, die Ursache für diese Disharmonie zu erkennen und die nötigen Vorkehrungen oder Aktionen einzuleiten, die eine Veränderung bewirken können.

## Regionale schamanische Bräuche
| Name                    | Zweck | Region                                                               |
| ----------------------- | --- | -------------------------------------------------------------------- |
| Hamgyeongdo manmukgut   | Wird drei Tage nach dem Tod einer Person abgehalten, um den Weg in die Totenwelt zu ermöglichen. | Hamgyeong-do                                                         |
| Pyeongando darigut      | Dieses Gut erlaubt dem Geist eines Verstorbenen den Eintritt in die Totenwelt. Der Ablauf ähnelt buddhistischen Zeremonien. | Pyeongando                                                           |
| Hwanghaedo naerimgut    | Ist ein Initiationsritual, das normalerweise eine längere Lehrzeit abschließt. Nach dem naerim gut kann die Schamanin selbstständig arbeiten. | Hwanghae-do                                                          |
| Hwanghaedo jinogwigut   | Dieser gut he hilft dem Geist eines Verstorbenen, in die Totenwelt einzutreten. | Hwanghae-do                                                          |
| Ongjin baeyeonsingut    | Dieser Gut versucht den Fischern zu großem Fang, Frieden und Wohlstand zu verhelfen. Dabei wird der Drachenkönig des Meeres verehrt. | Hwanghae-do                                                          |
| Yangju sonorigut        | Dieser Brauch verehrt Vieh und soll zu guter Ernte, Frieden und Wohlstand der Gemeinde führen. Dieser Gut ist einer der ausgefeiltesten. | Yangju, Gyeonggi-do                                                  |
| Seoul danggut           | Dieser Gut soll zu Frieden und guter Ernte verhelfen. | Jeongbalsan Berg, Dapsimni-dong, Sinnae-dong, Bonghwasan Berg, Seoul |
| Seoul jinogwigut        | Dieses Ritual wird für einen Verstorbenen abgehalten und soll seinem Geist den 49-tägigen Weg in die Totenwelt erleichtern. Dies geht zurück auf den taoistischen Glauben, dass jede Person sieben Seelen hat, wovon alle sieben Tage eine in den Himmel aufsteigt. | Seoul                                                                |
| Gyeonggido dodanggut    | Dieser Brauch findet alle zwei Monate statt und wird nach dem Mondkalender gefeiert. Er soll der Gemeinschaft zu Wohlstand verhelfen. Der Gut vertreibt böse Geister vom Familiengrab.                                                                              | Dingmak Gebiet, Jangmal Gebiet, Gyeonggi-do                          |
| Gangneung danogut       | Dieser Gut ist ausgesprochen groß. Dutzende von Schamanen sind beteiligt und beten zu den Berggöttern für Sicherheit der Gemeinde, gute Ernte und viel Fisch. Maskierte Tänze und aufregende Volksspiele werden aufgeführt.                                         | Gangneung, Gangwon-do                                                |
| Eunsan byeolsingut      | Dieser Gut ist den Geistern der Familiengräber des Dorfes gewidmet. Eine Aufführung einer Legende aus dem Baekje-Reich wird präsentiert. Ein Teil des Gut findet vor dem Dorfeingang statt.                                                                         | Eunsan-ri, Buyeo-gun, Chungcheongnam-do                              |
| Suyongpo sumanggut      | Dieser Brauch hilft dem Geist eines auf See Verstorben in die Totenwelt einzutreten. | Yeongil-gun, Gyeongsangbuk-do                                        |
| Gangsari beomgut        | Dieser gemeinschaftliche Brauch wird alle drei Jahre abgehalten. Schamanen beten für den Schutz vor wilden Tigern sowie für gute Ernte und Frieden. | Gangsa-ri, Yeongil-gun, Gyeongsangbuk-do                             |
| Geojedo byeolsingut     | Dieser Gut wird in jedem Fischerdorf abgehalten, um für viele Fische zu bitten. Auch um Frieden wird gebeten. | Geoje, Gyeongsangnam-do                                              |
| Tongyeong ogwisaenamgut | Dieses Ritual soll dem Geist eines auf See Verstorbenen den Eintritt in die Totenwelt ermöglichen. | Tongyeong, Gyeongsangnam-do                                          |
| Wido ttibaegut          | Diese Fischerbrauch spricht viele verschiedene Geister an und zielt darauf ab, dem Dorf zu Glück zu verhelfen. | Wido Insel, Buan-gun, Jeollabuk-do                                   |
| Jindo ssitgimgut        | Dieser Brauch wäscht den Geist eines Verstorbenen. Der Gut wird genau ein Jahr nach dem Tod wiederholt. | Jindo Inseln, Jangsando Inseln, Jeollanam-do                         |
| Jejudo singut           | Dieser Brauch hilft einem Schamanen zur Beförderung in einen höheren Rang. Der Gut kann auch einen Schamanen initiieren und wird drei Mal im Leben eines Schamanen ausgeführt.                                                                                      | Jeju-do                                                              |
| Jejudo yeongdeunggut    | Dieses Ritual wird im zweiten Monat des Mondkalenders abgehalten. Die Göttin des Meeres (Yeongdeungsin) wird angesucht, Sicherheit und viel Fisch zu gewähren. | Küstengebiete, Jeju-do                                               |
| Jejudo muhongut         | Dieser Gut wäscht den Geist eines auf See Verstorbenen und ermöglicht damit den Eintritt in die Totenwelt. | Jeju-do                                                              |